# Highway (film, 2002)
Highway är en amerikansk långfilm från 2002 i regi av James Cox, med Jared Leto, Jake Gyllenhaal, Selma Blair och John C. McGinley i rollerna.

## Handling
Jack (Jared Leto) blir påkommen av sin arbetsgivare med dennes fru och tvingas fly från Las Vegas för att undkomma hämndaktioner. Med följer hans bästa vän Pilot (Jake Gyllenhaal). Under deras väg mot Seattle inträffar flera händelser kring vilka filmens handling utvecklas.

## Rollista
| Jared Leto       | – Jack Hayes     |
| Jake Gyllenhaal  | – Pilot Kelson   |
| Selma Blair      | – Cassie         |
| John C. McGinley | – Johnny the Fox |
| Jeremy Piven     | – Scawldy        |
| Kimberley Kates  | – Jilly Miranda  |
| Arden Myrin      | – Lucy           |
| Mark Rolston     | – Burt Miranda   |
| Jarret Thomas    | – Kid #1         |
| Stephen Shellen  | – Clark Hayes    |
| Matthew Davis    | – Booty          |